# Темеев, Магомедбек Магомедкамильевич
Магомедбек Магомедкамильевич Темеев (25 мая 1994, пос. Шамхал-Термен, Махачкала, Дагестан, Россия) — российский спортсмен, двукратный чемпион мира по спортивной борьбе грэпплинг, мастер спорта России международного класса.

## Биография
Родился 25 мая 1994 году в поселке Шамхал-Термен (Махачкала), родом из села Нижний Дженгутай Буйнакского района. По национальности – кумык. В 2009 году окончив 9 класс, поступил в Бизнес Колледж ДГИНХ на факультет программиста, направление «системный администратор». Окончив колледж получил диплом о среднем образовании, поступил в ДГПУ на физкультурный факультет направление «тренер-преподаватель». В 2017 году окончил ДГПУ и получил диплом о высшем образовании. Брат: Гасан Темеев, чемпион мира по грэпплингу. 

## Спортивная карьера
Спортом начал заниматься в 2013 году. В 2017 году выиграл свой первый Чемпионат России и выполнил норматив мастер спорта России. В октябре 2017 года в Баку стал чемпионом мира. 27 апреля 2018 года приказом № 54-нг Министерства спорта Российской Федерации ему было присвоено звание мастер спорта России международного класса. В декабре 2020 года в финале чемпионата России по грэпплингу в городе Шали одолел уступил Магомеду Шахбанову, став серебряным призёром. В апреле 2021 года стал бронзовым призёром чемпионата Европы в Варшаве в разделе No Gi (без кимоно), а с кимоно занял 2 место. В конце октября 2021 года в Белграде стал чемпионом мира в разделе кимоно, без кимоно стал серебряным призёром. 1 ноября 2021 года его и других призёров чемпионата мира по грэпплингу чествовали в министерстве спорта Дагестана. В 2021 году получил чёрный пояс по Бразильскому Джиу-Джитсу от рук своих тренеров Абдурахмана Биларова и Шамиля Магомедова. В ноябре 2022 года в Каспийске занял второе место в категории без кимоно, уступив в финале Артуру Агаширинову, и третье место в разделе в кимоно на чемпионате России. С 2017 по 2023 год Магомедбек Темеев является членом сборной России по спортивной борьбе грэпплинг в организации UWW.